# Arboledas (Buenos Aires)
Arboledas es una localidad del centro-oeste de la provincia de Buenos Aires situada en el partido de Daireaux, Argentina.

## Ubicación
Esta localidad se encuentra a 45 km de la ciudad de Daireaux, en el Cuartel III. A 3 km de la misma se encuentra el cruce con la ruta provincial 86.

## Población
Cuenta con 632 habitantes (Indec, 2010), lo que representa un incremento del 5,5 % frente a los 599 habitantes (Indec, 2001) del censo anterior.
| Gráfica de evolución demográfica de Arboledas entre 1991 y 2010 |
|                                                                 |
| Fuente: Censos nacionales del INDEC                             |

## Historia
Por la localidad pasan las vías del Ferrocarril General Roca. El pueblo no tiene fecha exacta de fundación pues a pesar de que el director de la Compañía de Tierras del Sud dice en su presentación que “el trazado data de tiempo atrás”, es decir antes de 1912, las primeras ventas de solares se realizaron a partir de 1918. Se deduce que el núcleo principal de población, nace como consecuencia de la instalación de la estación de ferrocarril Arboledas en el año 1910, al lado del casco de la estancia San Juan. Debido a que las muestras de agua que fueron analizadas en 1912 por la Dirección General de Salubridad de la provincia de Buenos Aires resultaron ineptas para la alimentación, el pueblo no es aprobado por el Poder Ejecutivo, no se escrituran por lo tanto las reservas con destino a uso público. Pero la venta de quintas, solares y charcas prosiguió. Arboledas es en la actualidad un centro de población sin la aprobación oficial, como tantos pueblos de la provincia de Buenos Aires. Origen del nombre: la denominación de Arboledas se debe a la gran cantidad de plantaciones de árboles que existían en el lugar especialmente en la estancia San Juan.